# Caleta Gloria
Die Caleta Gloria ist eine breite Nebenbucht des Paradise Harbor an der Danco-Küste des Grahamlands auf der Antarktischen Halbinsel. Sie liegt am Waterboat Point und grenzt an die Aguirre-Passage.
Chilenische Wissenschaftler benannten sie nach dem Vornamen der Tochter von Diego Munita Whittaker, dem Leiter der 5. Chilenischen Antarktisexpedition (1950–1951).